# Onchesto (figlio di Poseidone)
Nella mitologia greca, Onchesto (in greco antico: Ὀγχηστός, Onchēstòs) era un figlio di Poseidone, fondatore ed eponimo della città di Onchesto. Ebbe una figlia, Abrota, e secondo alcuni racconti anche un figlio, Megareo.